# 19695 Billnye
19695 Billnye è un asteroide della fascia principale. Scoperto nel 1999, presenta un'orbita caratterizzata da un semiasse maggiore pari a 2,2719667 UA e da un'eccentricità di 0,1052917, inclinata di 6,76364° rispetto all'eclittica.
L'asteroide è stato dedicato a Bill Nye, divulgatore scientifico statunitense.